# 発熱材

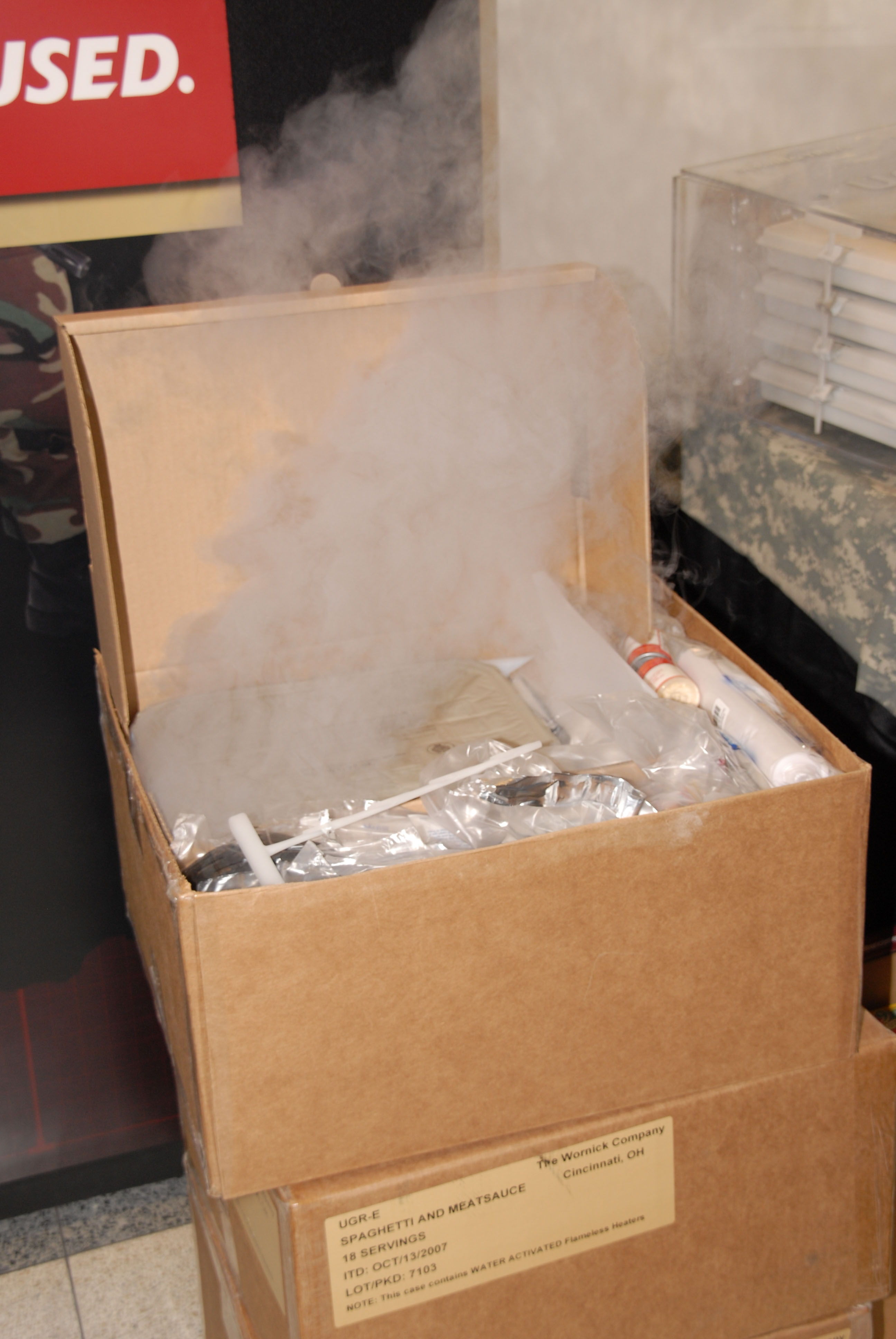
自己加熱レーション（兵士18人前用）

発熱材（はつねつざい）とは、主に食品や飲料を火を使うこと無く化学反応（発熱反応）を用いて加熱するための物体、またはそのシステムを指す。
ひもを引いて、駅弁を温めるものとして広く知られているほか、軍用のレーションや非常食においても採用されたものがある。

## 概要
食料を加熱するには長らく火が使われてきた。火を使うことのできない汽車や電車内で温かい弁当を望む声があったものの、個人が任意で火を使わない状態での弁当の加熱は難しかった。
これを解決したのが発熱材である。飲料の缶や弁当の容器また発熱材をビニールにセットしたものなどがある。いつでもどこでも任意に温められることが可能である。

## 歴史
1987年（昭和62年）5月 - 神戸で登場した「あっちっちスチーム弁当（穴子弁当）」が駅弁で発熱材を使用したことが確認されている。

## 方式
化学反応を利用した発熱体で、目的に応じていくつかの方式がある。

### 生石灰と水の化学反応を用いた加熱法
一般に普及している駅弁の自己加熱容器や、保存食品とともに防災用品として取り入れられているのがこの種類であり、規格化がなされて広く用いられている。生石灰と水のみで反応が進むため、使用後の消石灰は石灰肥料として再利用可能、と記載の製品もある。
CaO (生石灰) + H2O (水) = Ca(OH)2 (消石灰) + 熱エネルギー。
{\displaystyle {\ce {CaO(s)\ + H2O(l) -> Ca(OH)2(aq) :}}} {\displaystyle {\rm {\Delta Hr-63.7kJ/mol}}}

### 二段階の化学反応を用いた加熱法
こちらは軍用レーション等に用いられることが多い。より高い温度の加熱に向く。株式会社協同のモーリアンヒートパックがこの方法を用いている。
CaO (生石灰) +H2O (水) = Ca(OH)2 (消石灰) + 熱エネルギー
↓
Al (アルミニウム) + Ca(OH)2 (消石灰) = Ca(AlO2)2 (アルミン酸カルシウム) + 熱エネルギー + H2 (水素)

## 用途
- 弁当 
  - 駅弁に代表される。
- 飲料 
  - カップ酒、甘酒など。
  - ひもを引くまたはボタンを押すと温まるカップ酒に発熱材が用いられる[5]。自己加熱缶（英語版）とも呼ばれる。
- レーション
  - 軍用レーションの加熱。レトルトパウチされた加熱したい食品をビニール袋に入れて、指示された位置まで水を入れるだけで過熱ができる。
  - （例：米軍のフレームレス・レーション・ヒーター）
- その他 
  - アースレッドが石灰と水の反応を用いた発熱材を使用している。